# Nepenthes tenax
Nepenthes tenax C.Clarke & R.Kruger, 2006 è una pianta carnivora della famiglia Nepenthaceae, endemica dello stato del Queensland, in Australia, dove cresce a 0–80 m.

## Conservazione
La Lista rossa IUCN classifica Nepenthes tenax come specie a rischio minimo (Least Concern).